# ITF Women’s Circuit 2013 (April–Juni)
In den folgenden Tabellen werden die Tennisturniere des zweiten Quartals des ITF Women’s Circuit 2013 dargestellt.

## Turnierplan
| Kategorien |
| ---------- |
| $100.000   |
| $75.000    |
| $50.000    |
| $25.000    |
| $15.000    |
| $10.000    |

### April
| Datum 1 | Turnierort                                        | Siegerin Einzel            | Siegerinnen Doppel                                |
| ------- | ------------------------------------------------- | -------------------------- | ------------------------------------------------- |
| 01.04.  | Jackson USTA/ST. Dominic USTA Pro Circuit Women’s | Laura Siegemund            | Ilona Kremen Angelique van der Meet               |
| 01.04.  | Dijon                                             | Kristina Barrois           | Nicole Clerico Giulia Gatto-Monticone             |
| 01.04.  | Scharm El-Scheich                                 | Doroteja Erić              | Justine De Sutter Elise Mertens                   |
| 01.04.  | Iraklio                                           | Teodora Mirčić             | Vivien Juhászová Teodora Mirčić                   |
| 01.04.  | Torrent                                           | Dinah Pfizenmaier          | Tatiana Búa Andrea Gámiz                          |
| 01.04.  | Antalya                                           | Viktorija Golubic          | Viktorija Golubic Katharina Lehnert               |
| 08.04.  | Poza Rica                                         | Jovana Jakšić              | María Fernanda Álvarez Terán Maria Fernanda Alves |
| 08.04.  | La Marsa ITF Women’s Tournament La Marsa          | Yvonne Meusburger          | Réka-Luca Jani Jewgenija Paschkowa                |
| 08.04.  | Edgbaston                                         | Jekaterina Bytschkowa      | Kristina Barrois Ana Vrljić                       |
| 08.04.  | Pelham                                            | Mariana Duque Mariño       | Ashleigh Barty Arina Rodionowa                    |
| 08.04.  | Bol                                               | Ágnes Bukta                | Barbora Krejčíková Polina Leikina                 |
| 08.04.  | Scharm El-Scheich                                 | Arabela Fernández Rabener  | Juan Ting-fei Yuliya Kalabina                     |
| 08.04.  | Iraklio                                           | Karin Kennel               | Marina Melnikowa Teodora Mirčić                   |
| 08.04.  | Antalya                                           | Viktorija Golubic          | Irina Maria Bara Diana Buzean                     |
| 15.04.  | Dothan                                            | Ajla Tomljanović           | Julia Cohen Tatjana Maria                         |
| 15.04.  | Namangan                                          | Nadija Kitschenok          | Albina Xabibulina Anastasija Wassyljewa           |
| 15.04.  | Šibenik                                           | Ágnes Bukta                | Barbora Krejčíková Polina Leikina                 |
| 15.04.  | Scharm El-Scheich                                 | Elise Mertens              | Olga Brózda Natalia Kołat                         |
| 15.04.  | Iraklio                                           | Michaëlla Krajicek         | Michaëlla Krajicek Indy de Vroome                 |
| 15.04.  | Chennai                                           | Ankita Raina               | Natasha Palha Prarthana Thombare                  |
| 15.04.  | Antalya                                           | Beatriz Haddad Maia        | Andrea Benítez Carla Forte                        |
| 22.04.  | Wenshan                                           | Zhang Yuxuan               | Miki Miyamura Varatchaya Wongteanchai             |
| 22.04.  | Istanbul                                          | Donna Vekić                | Jekaterina Bytschkowa Nadija Kitschenok           |
| 22.04.  | Charlottesville                                   | Shelby Rogers              | Nicola Slater Coco Vandeweghe                     |
| 22.04.  | Chiasso ITF Women’s Circuit Chiasso               | Alison Van Uytvanck        | Diāna Marcinkēviča Aljaksandra Sasnowitsch        |
| 22.04.  | Phuket                                            | Luksika Kumkhum            | Nicha Lertpitaksinchai Peangtarn Plipuech         |
| 22.04.  | Tunis                                             | Ons Jabeur                 | Aleksandra Krunić Katarzyna Piter                 |
| 22.04.  | São Paulo                                         | Roxane Vaisemberg          | Raquel Piltcher Nathalia Rossi                    |
| 22.04.  | Scharm El-Scheich                                 | Arabela Fernández Rabener  | Elena-Teodora Cadar Arabela Fernández Rabener     |
| 22.04.  | Iraklio                                           | Valentini Grammatikopoulou | Tamara Čurović Camilla Rosatello                  |
| 22.04.  | Lucknow                                           | Emi Mutaguchi              | Nidhi Chilumula Emi Mutaguchi                     |
| 22.04.  | Ashkelon                                          | Deniz Khazaniuk            | Deniz Khazaniuk Xenija Kirillowa                  |
| 22.04.  | San Severo                                        | Giulia Sussarello          | Despina Papamichail Giulia Sussarello             |
| 22.04.  | Les Franqueses del Vallès                         | Océane Dodin               | Dide Beijer Estelle Cascino                       |
| 22.04.  | Antalya                                           | Ana Bogdan                 | Andrea Benítez Carla Forte                        |
| 22.04.  | Bournemouth                                       | Jade Windley               | Anna Fitzpatrick Jade Windley                     |
| 22.04.  | Andijan                                           | Anastasija Wassyljewa      | Albina Xabibulina Anastasija Wassyljewa           |
| 29.04.  | Gifu                                              | An-Sophie Mestach          | Luksika Kumkhum Erika Sema                        |
| 29.04.  | Indian Harbour Beach                              | Petra Rampre               | Jan Abaza Louisa Chirico                          |
| 29.04.  | Civitavecchia                                     | Anna Karolína Schmiedlová  | Stephanie Vogt Renata Voráčová                    |
| 29.04.  | Wiesbaden Wiesbaden Tennis Open                   | Yvonne Meusburger          | Gabriela Dabrowski Sharon Fichman                 |
| 29.04.  | Phuket Chang-SAT ITF Pro Circuit                  | Melanie Klaffner           | Nicha Lertpitaksinchai Peangtarn Plipuech         |
| 29.04.  | Caracas                                           | Tadeja Majerič             | María Fernanda Álvarez Terán Keri Wong            |
| 29.04.  | Seoul                                             | Han Xinyun                 | Liu Wanting Yang Zhaoxuan                         |
| 29.04.  | Villa Allende                                     | Montserrat González        | Sara Giménez Montserrat González                  |
| 29.04.  | Scharm El-Scheich                                 | Ana Veselinović            | Anna Morgina Jana Sisikowa                        |
| 29.04.  | Iraklio                                           | Valentini Grammatikopoulou | Tamara Čurović Valeria Podda                      |
| 29.04.  | Ashkelon                                          | Deniz Khazaniuk            | Pia König Ester Masuri                            |
| 29.04.  | Schymkent                                         | Valeriya Strakhova         | Albina Xabibulina Anastasija Wassyljewa           |
| 29.04.  | Antalya                                           | Ana Bogdan                 | Andrea Benítez Carla Forte                        |
| 29.04.  | Edinburgh                                         | Laëtitia Sarrazin          | Anett Kontaveit Jessica Ren                       |

### Mai
| Datum 1 | Turnierort                                                     | Siegerin Einzel            | Siegerinnen Doppel                           |
| ------- | -------------------------------------------------------------- | -------------------------- | -------------------------------------------- |
| 06.05.  | Cagnes-sur-Mer Open GDF Suez de Cagnes-sur-Mer Alpes-Maritimes | Caroline Garcia            | Vania King Arantxa Rus                       |
| 06.05.  | Trnava Empire Slovak Open                                      | Barbora Záhlavová-Strýcová | Mervana Jugić-Salkić Renata Voráčová         |
| 06.05.  | Johannesburg                                                   | Tímea Babos                | Magda Linette Chanel Simmonds                |
| 06.05.  | Fukuoka                                                        | Ons Jabeur                 | Junri Namigata Erika Sema                    |
| 06.05.  | Raleigh                                                        | Asia Muhammad              | Asia Muhammad Allie Will                     |
| 06.05.  | Seoul                                                          | Zhou Yimiao                | Han Xinyun Ye Qiuyu                          |
| 06.05.  | Villa María                                                    | Montserrat González        | Ana Sofía Sánchez Camila Silva               |
| 06.05.  | Scharm El-Scheich                                              | İpek Soylu                 | Carolina Petrelli Ana Veselinović            |
| 06.05.  | Marathon-Athen                                                 | Lee Pei-chi                | Erin Clark Francesca Stephenson              |
| 06.05.  | Ramat haScharon                                                | Deniz Khazaniuk            | Carolina Betancourt Molly Scott              |
| 06.05.  | Pula                                                           | Sofija Kowalez             | Martina Caregaro Anna Floris                 |
| 06.05.  | Schymkent                                                      | Xenija Palkina             | Albina Xabibulina Xenija Palkina             |
| 06.05.  | Båstad                                                         | Ysaline Bonaventure        | Cindy Burger Milana Špremo                   |
| 06.05.  | Antalya                                                        | Carla Forte                | Shakhlo Saidova Hanna Schkudun               |
| 13.05.  | Prag Sparta Prague Open                                        | Lucie Šafářová             | Renata Voráčová Barbora Záhlavová-Strýcová   |
| 13.05.  | Saint-Gaudens                                                  | Paula Ormaechea            | Julia Glushko Paula Ormaechea                |
| 13.05.  | Kurume                                                         | Ons Jabeur                 | Kanae Hisami Mari Tanaka                     |
| 13.05.  | Balikpapan                                                     | Jovana Jakšić              | Naomi Broady Teodora Mirčić                  |
| 13.05.  | Scharm El-Scheich                                              | Melis Sezer                | Anna Fitzpatrick Ana Veselinović             |
| 13.05.  | Marathon-Athen                                                 | Anett Kontaveit            | Lina Gjorcheska Despoina Vogasari            |
| 13.05.  | Pula                                                           | Sofija Kowalez             | Martina Caregaro Anna Floris                 |
| 13.05.  | Monzón                                                         | Polina Vinogradova         | Tatiana Búa Lucía Cervera Vázquez            |
| 13.05.  | Båstad                                                         | Rebecca Peterson           | Ellen Allgurin Beatrice Cedermark            |
| 13.05.  | Antalya                                                        | Olga Ianchuk               | Olga Ianchuk Darja Lebeschawa                |
| 13.05.  | Landisville                                                    | Alissa Kleibanowa          | María Fernanda Álvarez Terán Keri Wong       |
| 20.05.  | Tarakan                                                        | Jovana Jakšić              | Naomi Broady Teodora Mirčić                  |
| 20.05.  | Caserta                                                        | Renata Voráčová            | Danka Kovinić Renata Voráčová                |
| 20.05.  | Karuizawa                                                      | Eri Hozumi                 | Shiho Akita Sachie Ishizu                    |
| 20.05.  | Casablanca                                                     | Laura Pous Tió             | Justine Ozga Anna Zaja                       |
| 20.05.  | Goyang                                                         | Duan Yingying              | Nao Hibino Akiko Omae                        |
| 20.05.  | Scharm El-Scheich                                              | Barbara Bonić              | Camilla Rosatello Zhu Aiwen                  |
| 20.05.  | Marathon-Athen                                                 | Lee Pei-chi                | Gabriela van de Graaf Sviatlana Pirazhenka   |
| 20.05.  | Timișoara                                                      | Xenia Knoll                | Elena-Teodora Cadar Raluca Elena Platon      |
| 20.05.  | Girona                                                         | Lucía Cervera Vázquez      | Yvonne Cavallé Reimers Lucía Cervera Vázquez |
| 20.05.  | Antalya                                                        | Olga Ianchuk               | Gai Ao Sultan Gönen                          |
| 20.05.  | Sumter                                                         | Jamie Loeb                 | Kristy Frilling Alexandra Mueller            |
| 27.05.  | Grado Torneo Internazionale Femminile Città di Grado           | Yvonne Meusburger          | Yurika Sema Zhou Yimiao                      |
| 27.05.  | Moskau                                                         | Anett Kontaveit            | Xenija Kirillowa Polina Monowa               |
| 27.05.  | Maribor                                                        | Polona Hercog              | Paula Kania Magda Linette                    |
| 27.05.  | Changwon                                                       | Risa Ozaki                 | Chan Chin-wei Liu Chang                      |
| 27.05.  | El Paso                                                        | Sanaz Marand               | Adriana Pérez Marcela Zacarías               |
| 27.05.  | Scharm El-Scheich                                              | Kamila Kerimbajewa         | Veronika Stotyka Wladyslawa Sanossijenko     |
| 27.05.  | Ra’anana                                                       | Deniz Khazaniuk            | Lee Or Rebecca Peterson                      |
| 27.05.  | Quintana Roo                                                   | Montserrat González        | Danielle Mills Francesca Segarelli           |
| 27.05.  | Cantanhede                                                     | Bárbara Luz                | Agata Barańska Zuzanna Maciejewska           |
| 27.05.  | Adana                                                          | Zuzana Zlochová            | Olga Ianchuk Zuzana Zlochová                 |
| 27.05.  | Hilton Head Island                                             | Yana Koroleva              | Kristy Frilling Alexandra Mueller            |
| 27.05.  | Qarshi                                                         | Sabina Sharipova           | Albina Xabibulina Alona Sotnykowa            |

### Juni
| Datum 1 | Turnierort                                                                                           | Siegerin Einzel       | Siegerinnen Doppel                           |
| ------- | --- | --------------------- | -------------------------------------------- |
| 03.06.  | Marseille Open Féminin de Marseille                                                                  | Andrea Petković       | Sandra Klemenschits Andreja Klepač           |
| 03.06.  | Nottingham Aegon Trophy                                                                              | Petra Martić          | Maria Sanchez Nicola Slater                  |
| 03.06.  | Brescia Internazionali Femminili di Brescia                                                          | Viktorija Golubic     | Monique Adamczak Yurika Sema                 |
| 03.06.  | Ağrı                                                                                                 | Ilona Kremen          | Melis Sezer Jasmina Tinjić                   |
| 03.06.  | Las Cruces                                                                                           | Mayo Hibi             | María Fernanda Álvarez Terán Keri Wong       |
| 03.06.  | Qarshi                                                                                               | Sabina Sharipova      | Margarita Gasparjan Palina Pechawa           |
| 03.06.  | Sarajevo                                                                                             | Tereza Malíková       | Ana Bianca Mihăilă Kristina Ostojić          |
| 03.06.  | Santos                                                                                               | Gabriela Cé           | Andrea Benítez Carla Forte                   |
| 03.06.  | Scharm El-Scheich                                                                                    | Lisa-Maria Moser      | Lidsija Marosawa Kyra Shroff                 |
| 03.06.  | Herzlia                                                                                              | Deniz Khazaniuk       | Lee Or Keren Shlomo                          |
| 03.06.  | Quintana Roo                                                                                         | Ana Sofía Sánchez     | Akari Inoue Julia Moriarty                   |
| 03.06.  | Amarante                                                                                             | Ximena Hermoso        | Tess Sugnaux Rita Vilaça                     |
| 03.06.  | Taipei                                                                                               | Lee Ya-hsuan          | Kao Shao-yuan Lee Hua-chen                   |
| 10.06.  | Nottingham                                                                                           | Elena Baltacha        | Julie Coin Stéphanie Foretz Gacon            |
| 10.06.  | Padua                                                                                                | Irina Chromatschowa   | Paula Kania Irina Chromatschowa              |
| 10.06.  | Buxoro                                                                                               | Miharu Imanishi       | Eri Hozumi Makoto Ninomiya                   |
| 10.06.  | Scharm El-Scheich                                                                                    | Alina Mikheeva        | Sowjanya Bavisetti Anna Morgina              |
| 10.06.  | Essen                                                                                                | Michaela Hončová      | Jewgenija Paschkowa Anastasija Wassyljewa    |
| 10.06.  | Quintana Roo                                                                                         | Ana Sofía Sánchez     | Macall Harkins Zoe Gwen Scandalis            |
| 10.06.  | Amstelveen                                                                                           | Ysaline Bonaventure   | Tereza Malíková Alina Wessel                 |
| 10.06.  | Guimarães                                                                                            | Clothilde de Bernardi | Natela Dzalamidze Arabela Fernández Rabener  |
| 10.06.  | Gimcheon                                                                                             | Lee Ye-ra             | Kim Na-ri Lee Ye-ra                          |
| 10.06.  | Istanbul                                                                                             | Başak Eraydın         | Melis Sezer İpek Soylu                       |
| 10.06.  | Bethany Beach                                                                                        | Brianna Morgan        | Lindsey Hardenbergh Peggy Porter             |
| 17.06.  | Montpellier                                                                                          | Ana Konjuh            | Irina Chromatschowa Renata Voráčová          |
| 17.06.  | Ystad                                                                                                | Danka Kovinić         | Kristina Barrois Lina Stančiūtė              |
| 17.06.  | Lenzerheide Lenzerheide Open                                                                         | Laura Siegemund       | Belinda Bencic Kateřina Siniaková            |
| 17.06.  | Scharm El-Scheich                                                                                    | Susanne Celik         | Alessia Camplone Valeria Prosperi            |
| 17.06.  | Köln                                                                                                 | Antonia Lottner       | Jewgenija Paschkowa Anastasija Wassyljewa    |
| 17.06.  | Tokio                                                                                                | Shiho Akita           | Yuka Mori Makoto Ninomiya                    |
| 17.06.  | Almaty                                                                                               | Anastasia Rudakova    | Margarita Lasarewa Ekaterina Yashina         |
| 17.06.  | Alkmaar                                                                                              | Bernarda Pera         | Kim van der Horst Monique Zuur               |
| 17.06.  | Bukarest                                                                                             | Irina Maria Bara      | Laura-Ioana Andrei Raluca Elena Platon       |
| 17.06.  | Niš                                                                                                  | Ivana Jorović         | Viktorija Rajicic Wiktorija Tomowa           |
| 17.06.  | Gimcheon                                                                                             | Lee Ye-ra             | Kang Seo-kyung Kim Ji-young                  |
| 17.06.  | Istanbul                                                                                             | Darja Lebeschawa      | Christina Shakovets Julija Stamatowa         |
| 17.06.  | Buffalo                                                                                              | Alexandra Mueller     | Emily Harman Alexandra Mueller               |
| 24.06.  | Huzhu                                                                                                | Barbara Bonić         | Chan Chin-wei Sun Shengnan                   |
| 24.06.  | Zlín Smart Card Open Monet+                                                                          | Melanie Klaffner      | Martina Borecká Tereza Smitková              |
| 24.06.  | Périgueux                                                                                            | Teliana Pereira       | Michaela Hončová Laura Thorpe                |
| 24.06.  | Stuttgart Internationale Württembergische Damen-Tennis-Meisterschaften um den Stuttgarter Stadtpokal | Laura Siegemund       | Kristina Barrois Laura Siegemund             |
| 24.06.  | Kristinehamn                                                                                         | Danka Kovinić         | Anna Danilina Olga Doroshina                 |
| 24.06.  | Scharm El-Scheich                                                                                    | Despoina Vogasari     | Mai El Kamash Madrie Le Roux                 |
| 24.06.  | Neu-Delhi                                                                                            | Ankita Raina          | Rishika Sunkara Naomi Totka                  |
| 24.06.  | Rom                                                                                                  | Martina Caregaro      | Martina Di Giuseppe Bianca Hîncu             |
| 24.06.  | Schymkent                                                                                            | Margarita Lasarewa    | Weronika Kudermetowa Margarita Lasarewa      |
| 24.06.  | Breda                                                                                                | Bernarda Pera         | María Fernanda Herazo María Paulina Pérez    |
| 24.06.  | Balș                                                                                                 | Laura-Ioana Andrei    | Jaqueline Adina Cristian Raluca Elena Platon |
| 24.06.  | Prokuplje                                                                                            | Marina Kačar          | Viktorija Rajicic Wiktorija Tomowa           |
| 24.06.  | Gimcheon                                                                                             | Zhao Di               | Han Na-lae Yoo Mi                            |
| 24.06.  | Melilla                                                                                              | Clothilde de Bernardi | Lucía Cervera Vázquez Pilar Domínguez López  |
| 24.06.  | Bangkok                                                                                              | Peangtarn Plipuech    | Ayu Fani Damayanti Lavinia Tananta           |
| 24.06.  | Istanbul                                                                                             | Miyabi Inoue          | Mana Ayukawa Tomoko Dokei                    |